# ФАП 1118
ФАП 1118 БС/36 је војно не/борбено теретно возило 4х4 које је намењено за превоз људства, транспорт оруђа и материјала укупне масе до 4 тоне, као и вучу оруђа и прикључних средстава масе до 4,8 тона. Развили су га заједно Фабрика аутомобила Прибој и Војнотехнички институт (ВТИ) из Београда. 

## Настанак и развој
Развој возила ФАП 1118 4х4 започео је како би се у Војсци Србије заменила читава флота застарелих возила, као што су ФАП 1314, ТАМ 5000 и ТАМ 150, који воде порекло још из времена ЈНА и Хладног рата. 
Развијен је на основу цивилне верзије ФАП 1117, који се производио у малим серијама од 2003. Од 2007. године, пробна возила прошла су комплетан процес испитивања по разним теренима и на бројним полигонима у сарадњи са Војнотехничким институтом (ВТИ) и Техничкоопитним центром (ТОЦ) и након мањих измена, модел је усвојен за употребу у оружаним снагама 2010. а нулта серија испоручена је Војсци Србије 2011. године. За разлику од цивилне варијанте, има централну регулацију притиска ваздуха, погон на сва четити точка, редуктор, повишену проходност и др.

## Опис и намена
У ФАП 1118 БС/36 је уграђен савремен мотор немачког произвођача „Мерцедес", који је прилагођен за старт на веома ниским температурама и за кретање по максималном успону. Мотор је четвороцилиндрични, четворотактни, водом хлађени, турбо прехрањивани дизел-мотор са хладњаком усисног ваздуха емисионог стандарда Евро 3, јачине 180 коњских снага, односно 130 киловата. 
Трансмисију представља фрикциона спојница са једним фрикционим диском, петостепени синхронизовани механички мењач из серијске производње ФАП-а, док стални погон на сва четири точка обезбеђује двостепени разводник погона аустријске фирме „Стејр", као и крути погонски мост. Систем ослањања чине параболични гибњеви са допунским гуменим опругама. За пригушење свих удара задужени су хидраулички телескопски амортизери двостраног дејства. Кочни систем је пнеуматски са добош кочницама на свим точковима и четвороканалним АБС уређајем. Управљачки механизам је хидраулички са серво дејством. ФАП 1118 је прво домаће теренско возило које има мотор у складу са ЕУРО 3 нормама, АБС уређај који спречава блокирање точкова, АСР уређај који спречава проклизавање точкова при погону и радијалне пнеуматике без зрачница. Возило је пројектовано да траје најмање 15. година или 300.000 километара. 
У теренским условима развија брзину од 80, а на путевима са тврдом подлогом до 135 километара на час. Предвиђено је за превоз до 20 људи или материјално - техничких средстава укупне тежине до 4 тоне, а постоји и могућност постављања специјалних надградњи, као што су цистерне за гориво и воду, санитетски и АБХО фургони али и кабина за радарско осматрање, командно место, електронско извиђање, кабине за везе и противелектронска дејства. Посебан вид представља могућност уграђивања различитог наоружања - митраљеза, топова, хаубица, бацача и невођених и вођени ракетних система. 

## Занимљивости
- ФАП 1118 не производи се у масовној серијског производњи већ у малим партијама, по наруџбини, зависно од финансијске ситуације и војних потреба.
- Од 2010. године када је ФАП 1118 усвојен за Војску Србије произведен је само у око 150 примерака.
- За то време град Београд је за своје потребе пуно више обновио возни парк и набавио возила него Војска Србије, од аутобуса до камиона.

## Корисници
- Србија - 124 камиона (114 + 10 испоручених 9. децембра 2017.) + 10 наручених испорука крајем 2018.